# 双螺旋：发现DNA结构的故事
《双螺旋：发现DNA结构的故事》（The Double Helix: A Personal Account of the Discovery of the Structure of DNA）是美国生物学家詹姆斯·杜威·沃森所写的一本發現DNA双螺旋結構的科学研究自传。它贏得了評論界和公眾的一致好評，但關於諾貝爾獎的榮譽以及當時人們對女性科學家的態度的爭議卻一直持續。

## 意義
沃森是美國分子生物學家、遺傳學家和動物學家，最著名的是他於1953年與弗朗西斯·克里克共同發現DNA結構。
1998年，現代圖書館將《雙螺旋》列為20世紀100本最佳非小說類書籍中的第7名。 2012年，《雙螺旋》被美國國會圖書館評選為88本「塑造美國的書籍」之一。
儘管這是一本關於極其重要主題的重要著作，但它過去是、現在仍然是一個有爭議的著作。該書最初計劃由沃森的母校哈佛大學出版社出版，但在DNA結構的共同發現者弗朗西斯·克里克和莫里斯·威爾金斯的抗議下，哈佛大學放棄了這一安排，轉而由美國的Atheneum出版社和英國的魏登菲爾德和尼科爾森 (Weidenfeld & Nicolson) 出版社出版。
這本關於科學發現的私密的第一人稱回憶錄在當時是罕見的。這本書因其對科學工作的高度個人化觀點而受到稱讚，但也有人批評該書只關心優先權的榮耀，據稱作者為了獲得優先權願意暗中竊取他人的數據。它也被批評為對另一位發現參與者羅莎琳·富蘭克林 (Rosalind Franklin) 進行了令人不快的性別歧視，當沃森寫這本書時，富蘭克林已經去世了。
書中所描述的事件被英國廣播公司的電視節目《Life Story》（在美國被稱為《雙螺旋競賽》）改編成戲劇。

## 批評
1980年，岡瑟·斯坦特 (Gunther Stent) 編輯了《雙螺旋》的諾頓評論版，分析了該書首次出版時發生的事件。它精選了菲利普·莫里森、理查德·陆文顿、埃里克斯·康富特、雅各布·布羅諾夫斯基等人對該書的正面和負面評論，以及彼得·梅达沃、羅伯特·K·默頓和安德烈·盧沃夫的更深入分析。埃爾溫·查加夫 (Erwin Chargaff) 拒絕重印他在1968年3月29日出版的《科學》雜誌上發表的那篇不贊同的評論，但馬克斯·佩魯茨 (Max Perutz)、莫里斯·威爾金斯 和沃森 (Watson) 的被回信。其中還包括弗朗西斯·克里克和萊納斯·鮑林撰寫的1974年版《自然》雜誌的回顧，以及富蘭克林的學生阿龙·克卢格對其作品的分析。諾頓版以1953年在《自然》雜誌上發表的DNA結構的論文結尾。
在《羅莎琳·富蘭克林和DNA》一書中，作者Anne Sayre對沃森的描述提出了嚴厲的批評。她聲稱沃森的書並沒有平衡地描述羅莎琳·富蘭克林以及她在倫敦國王學院與莫里斯·威爾金斯互動的本質。Sayre的書令人懷疑沃森和克里克如何使用富蘭克林的某些成果的道德問題，以及是否給予她足夠的讚譽。沃森在研究DNA期間與富蘭克林的接觸非常有限。透過提供比沃森的書中更多關於富蘭克林生平的資訊，Sayre 有可能從不同的角度來看待富蘭克林在沃森和克里克發現DNA的雙螺旋結構時所扮演的角色。